# Französische Sprachpolitik
Dieser Artikel beschreibt die Sprachpolitik der Französischen Republik und ihrer Vorläuferstaaten auf nationaler, europäischer und globaler Ebene. Französisch ist die offizielle Sprache des Landes und laut Verfassung langue de la république. Als solche wird es in fast allen Bereichen des öffentlichen Lebens gefördert und gefordert – meist in Ausschließlichkeit – und über die Landesgrenzen hinaus hochgehalten. Neben der Staatssprache gibt es jedoch eine Vielzahl an Sprachen, allein im metropolitanen (europäischen) Frankreich (je nach Zählweise) mindestens acht traditionell regional verbreitete, mit dem Französischen nicht direkt verwandte Sprachen, sowie ihm näherstehende Dialekte bzw. Sprachen, die Langues d’oïl – und weitere überregional gesprochene, die keinerlei vergleichbaren offiziellen Status besitzen. Die nur in Teilen des Staatsgebiets verbreiteten traditionellen Sprachen und Mundarten werden als die langues régionales, als Regionalsprachen Frankreichs, nicht jedoch als Minderheitensprachen und somit (ethnische) Eigenheiten ethnischer Minderheiten, angesehen und bezeichnet.

## Geschichte

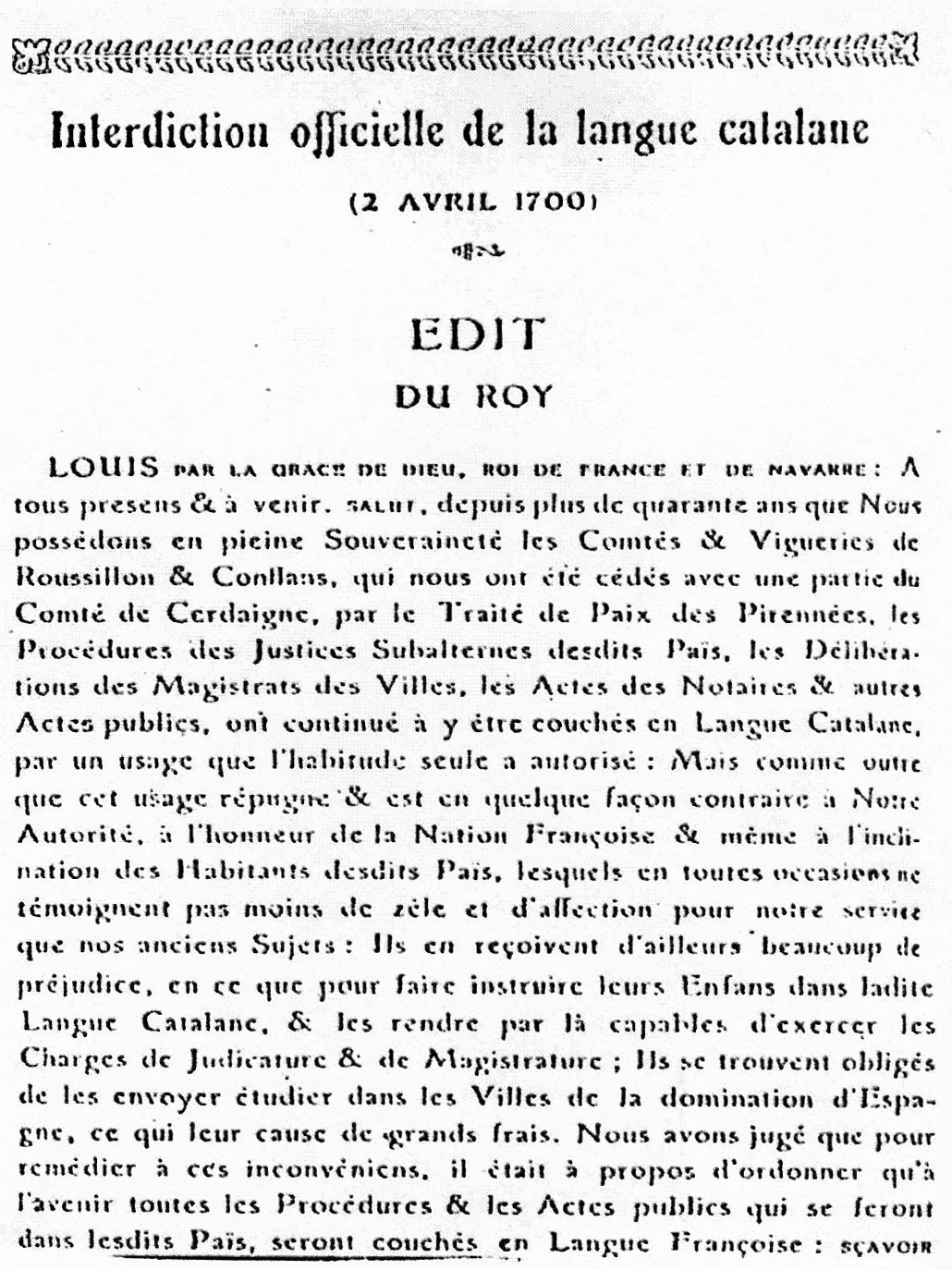
Ein Edikt Ludwigs XIV. aus dem Jahr 1700, das den Gebrauch der katalanischen Sprache in Nordkatalonien (Grafschaft Roussillon) verbietet

Im Jahr 1539 legte das Edikt von Villers-Cotterêts fest, dass Französisch die Amtssprache des Königreich Frankreichs sei und in Gesetzestexten und anderen offiziellen Dokumenten Anwendung zu finden habe. Bis zu diesem Zeitpunkt wurden diese noch in Kirchenlatein verfasst.

### DieAcadémie française
Die Académie française wurde schließlich 1635 gegründet, und ihr wurde die Aufgabe zuteil, über den Gebrauch, den Wortschatz und die Grammatik des Französischen zu wachen. Sie veröffentlichte außerdem das Dictionnaire de l’Académie française, das offizielle Wörterbuch der französischen Sprache. In jüngster Zeit versuchte sie, eine zunehmende Anglisierung des Französischen aufzuhalten, und gibt Empfehlungen zu Wortneuschöpfungen. Ihre Empfehlungen sind allerdings rechtlich nicht bindend.

### Die Französische Revolution
Vor der Französischen Revolution 1789 kümmerten sich die Monarchen wenig darum, welche Sprache ihre Untertanen sprachen. Im Zuge der Revolution wurden jedoch alte Teilstaaten aufgelöst und ein einheitliches Verwaltungssystem eingeführt. Zuerst erklärten die Revolutionäre die „Freiheit der Sprache“ für alle Bürger der Republik. Im Folgenden wurde diese Politik jedoch aufgegeben und der gesamten Nation eine einzige, einheitliche Sprache auferlegt.
Diese neue Ideologie wird im „Bericht über die Notwendigkeit und die Mittel zur Vernichtung der Mundarten und des allgemeinen Gebrauches der französischen Sprache“ von Henri Grégoire dargelegt. Der Autor bedauerte dort, dass Frankreich als politisch „fortschrittlichstes Land der Welt“ gleichwohl auf dem Gebiet der Sprache nicht über den Turmbau zu Babel hinauskäme, und dass nur 3 Millionen der insgesamt 25 Millionen Einwohner Frankreichs Französisch als Muttersprache sprächen. Die anderen Sprachen waren Keltisch, Deutsch, Okzitanisch, Katalanisch, Italienisch und Flämisch.
Infolge dieses Berichts wurden noch im selben Jahr zwei Gesetze erlassen, die Französisch zur einzigen im öffentlichen Leben und in den Schulen geduldeten Sprache erklärten. Innerhalb zweier Jahre wurde die französische Sprache zum Sinnbild der nationalen Einheit des Staates. Allerdings hatte die Revolutionsregierung weder Zeit noch Geld, eine wirkliche Sprachpolitik umzusetzen.

### Die Dritte Republik
Die Dritte Republik versuchte, Frankreich zu modernisieren und dazu die Lese- und Schreibfähigkeiten und die Bildung der Bevölkerung im Allgemeinen zu fördern. Im Zuge dessen wurden in den 1880er Jahren kostenlose, verpflichtende Grundschulen eingerichtet, in denen dann auf Französisch unterrichtet wurde, da dies die einzige Sprache war, die eine landesweite Verbreitung hatte und in der Zeitungen und (wissenschaftliche) Bücher zur Verfügung standen. Der Unterricht folgte streng der französischen Grammatik von Noël und Chapsal (Grammaire française, 1823) und der Rechtschreibung der Académie française.
Alle anderen Sprachen waren in der Schule, und sogar auf dem Schulhof, bei Androhung strenger Strafen verboten. Im Jahre 1925 äußerte der damalige Bildungsminister Anatole de Monzie, dass „für die sprachliche Einheit Frankreichs die bretonische Sprache verschwinden müsse“. Im Endergebnis begannen Sprecher von Minderheitensprachen sich derer zu schämen, und in den 1950ern hörten viele Familien auf, ihre Kinder ihre Sprache zu lehren und versuchten, nur noch Französisch mit ihnen zu sprechen – das 20. Jahrhundert brachte den „Sieg“ der französischen Sprache.

### Die Vierte Republik
In den 1950er Jahren erkannte der französische Staat auf der anderen Seite auch zum ersten Mal das Existenzrecht der Regionalsprachen an. Ein Gesetz erlaubte den Unterricht von Regionalsprachen in Sekundarschulen, und die sprachliche Unterdrückung in den Grundschulen fand ein Ende. In dieser Zeit begann das Bretonische in den Medien zu erscheinen.

### Die Fünfte Republik
Nachdem bereits 1940 einige Minuten auf Bretonisch im Radio ausgestrahlt wurden, erlaubte der französische Staat 1964 zum ersten Mal eineinhalb Minuten Bretonisch in einem regionalen Fernsehsender. Aber noch 1972 erklärte Staatspräsident Georges Pompidou, dass „in dem Frankreich, das vorhat, Europa deutlich zu prägen, kein Platz sei für regionale Sprachen und Kulturen“.
Seit 1994 schreibt das Toubon-Gesetz die Verwendung des Französischen oder mindestens einer französischsprachigen Übersetzung in der Werbung, bei Verpackungsmaterialien und in einigen anderen Bereichen vor.

### Die Debatte über die Europäische Charta der Regional- oder Minderheitensprachen
Im Jahr 1999 entschloss sich der damalige Premierminister Lionel Jospin, die Europäische Charta der Regional- oder Minderheitensprachen zu unterzeichnen, und versuchte erfolglos, sie vom Parlament ratifizieren zu lassen. Der französische Verfassungsrat befand, dass die Umsetzung der Charta unter anderem deshalb gegen die Verfassung des Landes verstoße, weil diese Französisch als Sprache der Republik vorschreibe.
Die Europäische Charta der Regional- oder Minderheitensprachen ist ein Vertrag aus dem Jahr 1992, der die historischen Regional- und Minderheitensprachen in Europa schützt und fördert. Er wurde von 17 Staaten ratifiziert und umgesetzt, allerdings (Stand 2015) nicht von Frankreich. Die Charta enthält 98 Artikel, von denen Unterzeichnerstaaten mindestens 35 akzeptieren müssen (Frankreich unterzeichnete 39 Artikel).
Die Unterzeichnung und die gescheiterte Ratifizierung riefen eine Debatte zwischen Befürwortern und Gegnern in der Bevölkerung hervor. Ein Argument der Gegner war, das „einige und unteilbare“ Frankreich könne auseinanderbrechen. „Babylonische“, „Balkan-ähnliche“ Zustände sowie eine ethnische Spaltung könnten eintreten. Dies stand auch im Zusammenhang einer breiten Debatte, wie die Regierungsgewalt zwischen Paris und den Regionen im Zuge einer Dezentralisierung aufgeteilt werden sollte. Ein weiterer wichtiger Punkt war die Ansicht, dass in einer Zeit, in der eine weitverbreitete Sprache wie das Französische, Gefahr läuft, in der Welt und insbesondere in wirtschaftlichen, technischen und wissenschaftlichen Zusammenhängen, unerheblich zu werden, die Unterstützung von Regionalsprachen nur eine Verschwendung von Steuermitteln sei.
Als Beispiel eines von den Befürwortern als rassistisch und überheblich angesehenen Medienechos sei ein Artikel aus dem Satiremagazin Charlie Hebdo angeführt:
„Die Aborigines (im Sinne von Ureinwohner) werden ihren Dialekt – oh, entschuldigen Sie – ihre Sprache sprechen können, ohne ausgelacht zu werden. Und sie behalten sogar ihren Akzent, ihre Baskenmütze und ihre Holzschuhe.“
Als Präsident Jacques Chirac der Debatte schließlich ein Ende machen wollte und zu begründen versuchte, warum Frankreich die Charta nicht ratifizieren könne, argumentierte er, sie würde „die Unteilbarkeit der Republik“, die „Gleichheit vor dem Gesetz“ und die „Einheit des französischen Volkes“ „bedrohen“, da sie „Sonderrechte an organisierte Sprachgemeinschaften verleihen könne“.
Entsprechend ist Frankreich der einzige EU-Staat, welcher das Rahmenübereinkommen zum Schutz nationaler Minderheiten noch nicht unterzeichnet hat. Diese Vereinbarung trat 1998 in Kraft und muss von Beitrittskandidaten mittlerweile umgesetzt werden, um der Europäischen Union beitreten zu können. Auch Chiracs Nachfolger als Präsident, Nicolas Sarkozy, änderte diesen Zustand nicht. Erst in der Präsidentschaft von François Hollande wurde ein Gesetz zur Änderung der Verfassung mit dem Ziel, die Ratifizierung der Charta zu ermöglichen, entworfen. Es wurde im Dezember 2013 von dem sozialistischen Fraktionschef Bruno Le Roux in die Nationalversammlung eingebracht und am 28. Januar 2014 angenommen.
Die Charta ist mit Stand Anfang 2016 nach wie vor nicht von Frankreich ratifiziert, da der von den Republikanern dominierte Senat das Vorhaben blockiert.

## Bedrohte Sprachen in Frankreich
Der Bericht, den Bernard Cerquiglini 1999 für die französische Regierung verfasste, zählt in allen Staatsgebieten Frankreichs zusammen insgesamt 75 Sprachen, die unter den Kriterien der europäischen Charta als Regional- und Minderheitensprachen anerkannt werden müssten.
Wenn man zunächst einmal von den Überseedépartements und -gebieten sowie von Immigrantensprachen absieht, findet man in nennenswertem Umfang in Frankreich die folgenden Minderheitensprachen:
- Romanische Sprachen: Katalanisch, Korsisch, Frankoprovenzalisch, Oïl-Sprachen, Okzitanisch, Italienisch
- Germanische Sprachen: Deutsch (Elsässisch und Lothringisch), Niederländisch (Flämisch)
- Keltische Sprachen: Bretonisch
- Isolierte Sprachen: Baskisch

Die nicht-französischen Oïl-Sprachen, das Okzitanische und das Frankoprovenzalische sind stark vom Aussterben bedroht. Die übrigen Sprachen werden noch immer gesprochen, werden aber ebenfalls als bedroht angesehen.
In den 1950er Jahren sprachen mehr als eine Million Menschen Bretonisch als ihre Muttersprache. Die ländlichen Gebiete in der Westbretagne waren noch immer hauptsächlich bretonischsprachig. Heute können noch etwa 250.000 Menschen Bretonisch sprechen (einer von sechs in den genannten Gebieten), die meisten davon sind aber mittlerweile über 60 Jahre alt. Allerdings sind bretonische Sprache und Kultur unter jüngeren Leuten wieder stark in Mode gekommen und eine bretonische Schriftsprache konnte erfolgreich etabliert werden, weshalb es Massenmedien wie Radio und Fernsehen in dieser Sprache gibt. Die anderen Regionalsprachen folgen demselben Trend, aber während das Elsässische und das Korsische besser widerstanden haben, ist es um das Okzitanische zum Beispiel deutlich schlechter bestellt, es wird in den meisten Gebieten überhaupt nicht mehr gesprochen.
Genaue Informationen über den Regionalsprachengebrauch ist erschwert durch die Nicht-Anerkennung solcher Sprachen und das Fehlen solcher Fragen über den Sprachgebrauch bei den regelmäßigen Volkszählungen.
Seit der Ablehnung der europäischen Charta hat die französische Regierung Unterstützung innerhalb des bestehenden gesetzlichen Rahmens angeboten. Die Délégation générale à la langue française hat als weitere Aufgabe die Beobachtung und Untersuchung der Sprachen in Frankreich erhalten, und ihre Bezeichnung wurde um et aux langues de France erweitert.
2003 lud die französische Regierung zum ersten Runden Tisch zum Thema, den Assises nationales des langues de France, der deutlich den Kontrast zwischen den Sprachorganisationen und -aktivisten auf der einen Seite und der Regierung auf der anderen aufzeigte.
Die weitere Dezentralisierung der Regierung Raffarin (2002–2005) ging nicht so weit, den Regionen auch Teile der Sprachpolitik anzuvertrauen.
Im Dezember 2007 beschloss der Conseil Général des Départements Pyrénées-Orientales die Charta zur Förderung der katalanischen Sprache (französisch Charte en faveur du Catalan, katalanisch Carta en favor del català) zum Schutz und zur Weiterentwicklung der Katalanischen Sprache in Nordkatalonien.

## Opposition gegen die Sprachpolitik
Nach der Verfassung der französischen Republik sind alle Bürger gleich. Insofern sollen einzelnen Gruppen keine Sonderrechte zugebilligt werden. Dieser Grundsatz wurde in der Geschichte oftmals dahingehend ausgelegt, dass auf sprachliche Minderheiten keine Rücksicht zu nehmen und die sprachliche Vielfalt einzuebnen sei (siehe die oben genannten Beispiele).
Diese Vorstellung der kulturellen Homogenität wurde sowohl vom rechten als auch vom linken Ende des politischen Spektrums angezweifelt. In den 1970er Jahren entstanden nationalistische und regionalistische Bewegungen, die verlangten, dass das Volk tun sollte, was der Staat sich zu tun weigert. So entstanden von Vereinen getragene Schulen, die die Minderheitensprachen unterrichteten. Dieses neue Schulnetzwerk nennt sich in der Bretagne Diwan, im Baskenland Ikastola, in Okzitanien Calandreta und Bressola in Nordkatalonien.
Seit damals wurde das Unterrichten der Minderheitensprachen auf Druck der Öffentlichkeit legitimiert, und in den 1980ern öffnete der Staat zweisprachige Schulen. Allerdings haben bis heute unter anderem nur ein Viertel aller bretonischen Jugendlichen während ihrer Schulzeit Zugang zu einem Bretonisch-Kurs. Der Verfassungsrat verhinderte auch die Aufnahme der Diwan-Schulen in das staatliche Erziehungswesen und die Bressola-Schulen können heute (2014) lediglich 840 Schüler besuchen.
Im Elsass, im Département Moselle und auf Korsika werden die jeweiligen Minderheitensprachen häufiger unterrichtet, jedoch sind auch hier zweisprachige Schulen selten.
Eine langandauernde Straßenschilder-Beschmierungsaktion führte in den 1980er Jahren zu den ersten zweisprachigen Verkehrszeichen, die nun in allen betroffenen Regionen mehr und mehr Verbreitung finden. In den Medien sind die Minderheitensprachen ebenfalls nur sehr wenig vertreten. Unter anderem existieren seit 1982 einige bretonischsprachige Rundfunksender, aber der bretonische Fernsehsender TV Breizh war – nicht zuletzt, da dem Sender die Möglichkeit terrestrischer Ausstrahlung verwehrt worden war und er daher nur über Satellit empfangen werden kann – wirtschaftlich nicht erfolgreich und musste den bretonischsprachigen Anteil seiner Sendungen drastisch reduzieren. Allerdings bieten unter anderem France 3 Bretagne und France 3 Alsace seit Jahren mit „Bali Breizh“ und „Rund um“ Sendungen auf Bretonisch bzw. Elsässisch an.
Der Artikel 75-1 der französischen Verfassung erkennt zwar seit 2008 die Regionalsprachen als kulturelles Erbe Frankreichs an. Aufgrund des Fehlens eines ausführenden Gesetzes hat diese Verfassungsänderung bisher jedoch keine praktische Verbesserung der Situation der Minderheitensprachen zur Folge gehabt.

## Auswärtige Sprachpolitik
Französisch ist die einzige offizielle Sprache Frankreichs, aber auch einiger anderer Länder in der Welt.
Siehe dazu den Artikel zur Frankophonie.
Die französische Kultur und Sprache wird im Ausland nur durch die Niederlassungen des Institut Français vertreten, das auch Sprachkurse anbietet.
Darüber hinaus ist die auswärtige französische Sprachpolitik deutlich stärker ausgeprägt als die deutsche. Französisch ist Arbeitssprache in mehreren internationalen Organisationen. Dies rührt zum Teil von der Tatsache her, dass Französisch in der Vergangenheit die Sprache der Diplomatie war. Auf der anderen Seite tut die französische Regierung alles, um diesen Status ihrer Sprache international zu erhalten und auszubauen. So sprechen französische Politiker auch auf Konferenzen im Ausland selbst konsequent und selbstbewusst Französisch. Unter anderem konnten sie erreichen, dass in den Institutionen der Europäischen Union das Französische deutlich stärker verbreitet ist als das Deutsche (das deutlich mehr Sprecher aufweist und mehr Wirtschaftskraft repräsentiert).